# Punjab-Stadion
Das Punjab-Stadion oder Gaddafi Soccer Stadium ist ein Fußballstadion in Lahore, Pakistan, das aber auch für Leichtathletik, Kabaddi, Rugby League und Rugby Union verwendet wird. Das Stadion wurde 2003 bei Kosten von 220 Millionen $ erbaut. Es hat eine Kapazität von 10.000 Plätzen. Die Architekten des Stadions sind Khalil-ur-Rehman & Associates. Es ist auch als „Daddy‘s Stadium“ bekannt.
Muhammad Essa war der erste Spieler, der im Stadion ein Tor erzielte, als im Juni 2005 Pakistan gegen Indien spielte.
Das Punjab-Stadion beheimatete das Finale des PFF Cup 2016, zu dieser Zeit das höchste Level im pakistanischen Fußball. Im September 2007 fanden 13 Spiele des AFC President’s Cup 2007 im Stadion statt, darunter auch das Finale zwischen dem nepalesischen Verein Mahendra Police Club und dem FK Dordoi-Dynamo aus Kirgisistan (1:2).